# 羅街

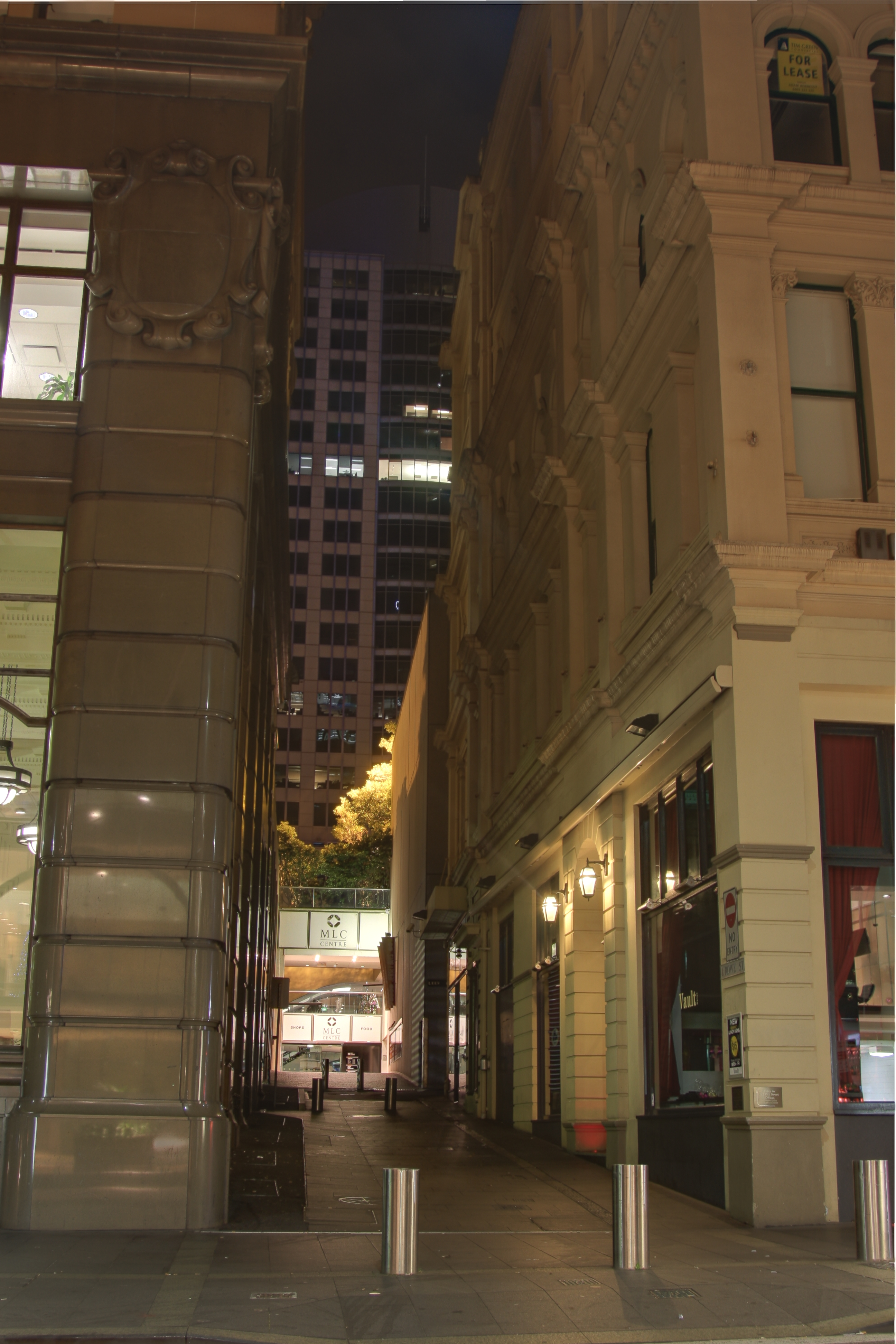
羅街尚存部分

羅街是澳洲新南威爾斯州雪梨商業中心區的一條狹窄里巷。羅街初為介乎卡士禮街與必街之間，與馬田廣場平行，今為沿必街東西向延伸。羅街以新南威爾斯州著名建築師湯馬士·羅命名。

## 外部連結
- . Dictionary of Sydney. 2008  [29 September 2015]. （原始内容存档于2024-06-22）. [CC-By-SA]

33°52′06″S 151°12′30″E / 33.8682°S 151.2084°E